# Pieraccio Tedaldi
Pieraccio Tedaldi (Firenze, circa 1285 – circa 1353) è stato un poeta italiano.

## Biografia
Scarse e controverse sono le notizie biografiche; si sa che partecipò alla battaglia di Montecatini, e visse a lungo fuori da Firenze.
Ci restano 43 sonetti, di argomento amoroso, morale, politico, di corrispondenza e altri (uno sulla metrica del sonetto, uno in morte di Dante, che frequentò negli ultimi suoi anni, a Ravenna). Anche se non domina il tema autobiografico, nella sua opera si racconta di una vita gaudente fino alla vecchiaia, quando prevale un tema religioso.